# Шевченко, Григорий Васильевич
Григорий Васильевич Шевченко (9 октября 1921, село Бурьяновка, Днепропетровская область — 9 февраля 1946) — начальник радиостанции роты связи 170-го гвардейского стрелкового полка, гвардии старший сержант — на момент представления к награждению орденом Славы 1-й степени.

## Биография
Родился 9 октября 1921 года в селе Бурьяновка (ныне - Синельниковского района Днепропетровской области). Украинец. Окончил 7 классов. Работал в колхозе, с 1939 года — на заводе в городе Павлоград той же области.
В 1941 году был призван в Красную Армию. Участник Великой Отечественной войны с первых дней. Службу проходил в 267-м отдельном батальоне связи 36-го стрелкового корпуса. В августе 1941 года в бою под городом Любар Житомирской области попал в окружение, вернулся в родное село, оккупированное гитлеровцами.
После освобождения территории в августе 1943 года был вновь призван в армию Синельниковским райвоенкоматом. Зачислен в роту связи 170-го гвардейского стрелкового полка 57-й гвардейской стрелковой дивизии, с этой ротой прошел до конца войны. С сентября 1943 года участвовал в боях с захватчиками, воевал на Юго-Западном, 3-м Украинском и 1-м Белорусском фронтах.
К весне 1944 года гвардии сержант Шевченко был уже командиром отделения роты связи в том же полку. За умелое командование отделением и отличное обеспечение связью во время наступательных боев от реки Южный Буг до города Одессы награждён медалью «За боевые заслуги». Вскоре был назначен начальником радиостанции в том же полку.
10-15 мая 1944 года в боях в районе населенного пункта Шерпены гвардии сержант Шевченко под огнём неприятеля сумел обеспечить командование непрерывной радиосвязью, что сыграло большую роль в удержании захваченного плацдарма. В ходе боев была повреждена радиостанция. Шевченко в критический момент быстро устранил повреждение и наладил связь.
Приказом по частям 57-й гвардейской стрелковой дивизии от 20 мая 1944 года гвардии сержант Шевченко Григорий Васильевич награждён орденом Славы 3-й степени.
1-20 августа 1944 года на всем протяжении наступательных боев на левом берегу реки Висла, на магнушевском плацдарме гвардии сержант Шевченко обеспечил непрерывное управление боевыми действиями, под огнём противника устранил более 40 порывов на линиях связи.
Приказом по войскам 8-й гвардейской армии от 6 октября 1944 года гвардии сержант Шевченко Григорий Васильевич награждён орденом Славы 2-й степени.
26 января 1945 года в 25 км северо-западнее города Познань и 29 января в боях в 15 км северо-восточнее города Мезеритц гвардии старший сержант Шевченко поддерживал бесперебойную и надежную радиосвязь с подразделениями полка. Находясь на позициях стрелкового батальона, при отражении контратаки истребил 4 солдат противника.
Указом Президиума Верховного Совета СССР от 24 марта 1945 года за образцовое выполнение заданий командования в боях с захватчиками гвардии старший сержант Шевченко Григорий Васильевич награждён орденом Славы 1-й степени. Стал полным кавалером ордена Славы.
Вновь отличился в боях на подступах к столице и в самом Берлине. Обеспечивая бесперебойную связь, участвовал в отражении контратак противника, лично уничтожил 2 противников. Был награждён орденом Красной Звезды.
После войны продолжал службу в армии, в составе Группы советских оккупационных войск на территории Германии. Погиб в автомобильной катастрофе 9 февраля 1946 года. Похоронен на воинском кладбище в городе Веймар.
Награждён орденом Красной Звезды, медалями, в том числе «За боевые заслуги».